# Euphyonarthex phyllostoma
Euphyonarthex phyllostoma är en insektsart som beskrevs av Schmidt 1912. Euphyonarthex phyllostoma ingår i släktet Euphyonarthex och familjen Tettigometridae. Inga underarter finns listade i Catalogue of Life.